# Kazuto Ioka
Kazuto Ioka　(井岡 一翔 Ioka Kazuto, nació el 24 de marzo de 1989) es un boxeador profesional japonés, Es el primer boxeador japonés y el cuarto asiático en ser campeón mundial en cuatro categorías de peso, habiendo tenido los títulos unificados de peso minimosca de la WBA y el WBC entre 2011 y 2012, el título de peso minimosca de la WBA (Regular) de 2012 a 2014, el título de peso mosca de la WBA de 2016 a 2017, habiendo tenido previamente la versión Regular de 2015 a 2016, y el título de peso supermosca de la WBO de 2019 a 2023, y el título de peso supermosca de la WBA de 2023 a 2024.

## Biografía

### Debut profesional
Ioka se volvió profesional en 2009; debutando el 12 de abril de 2009 se enfrentó peleó contra Thongthailek Sor Tanapinyo, ganando por TKO en el tercer asalto. 

### Título Nacional de Boxeo
En octubre de 2010, Ioka ganó el Título Japonés de peso minimosca.

### Título Mundial de Boxeo
El 11 de febrero de 2011 en el World Memorial Hall de Kobe se enfrentó contra el tailandés Oleydong Sithsamerchai, ganando por KO en el quinto round y obteniendo así el Título Mundial del WBC en la división mínima.

### Unificación del Título Mundial
El 20 de junio de 2012 en el Coliseo Bodymaker de Osaka se enfrentó contra Akira Yaegashi por el Título Mundial de la WBA de peso mínimo; en una difícil pelea, Ioka obtuvo la victoria por puntos en decisión unánime; unificando así los Títulos del WBC y de la WBA en la división mínima.

## Récord boxístico

### Boxeo amateur
- 105 Peleas: 95 victorias (64KO) y 10 derrotas

## Récord profesional
| 31 Ganadas (16 KOs), 3 Derrotas, 1 Empate |        |                            |      |               |            |                                   | |
| Res.                                      | Récord | Oponente                   | Tipo | Rd., Tiempo   | Datos      | Localidad                         | Notas                                                                                                |
| D                                         | 31-3-1 | Fernando Martínez          | UD   | 12            | 2024-07-07 | Ryōgoku Kokugikan                 | Perdió el título supermosca de la WBA; por el título supermosca de la IBF.                           |
| G                                         | 31-2-1 | Josber Pérez               | KO   | 7 (12), 2:44  | 2023-12-31 | Ota City General Gymnasium, Tokyo | Retiene el Título Mundial de la WBA de peso supermosca.                                              |
| G                                         | 30-2-1 | Joshua Franco              | UD   | 12            | 2023-06-24 | Ota City General Gymnasium, Tokyo | Gana el Título Mundial vacante de la WBA de peso supermosca.                                         |
| E                                         | 29-2-1 | Joshua Franco              | MD   | 12            | 2022-12-31 | Ota City General Gymnasium, Tokyo | Retiene el Título Mundial de la WBO de peso supermosca. Por el título de la WBA del peso supermosca. |
| G                                         | 29-2   | Donnie Nietes              | UD   | 12            | 2022-07-13 | Ota City General Gymnasium, Tokyo | Retiene el Título Mundial de la WBO de peso supermosca.                                              |
| G                                         | 28-2   | Ryoji Fukunaga             | UD   | 12            | 2021-12-31 | Ota City General Gymnasium, Tokyo | Retiene el Título Mundial de la WBO de peso supermosca.                                              |
| G                                         | 27-2   | Francisco Rodríguez Jr.    | UD   | 12            | 2021-09-01 | Ota City General Gymnasium, Tokyo | Retiene el Título Mundial de la WBO de peso supermosca.                                              |
| G                                         | 26-2   | Kosei Tanaka               | TKO  | 8, (12)       | 2020-12-31 | Ota City General Gymnasium, Tokyo | Retiene el Título Mundial de la WBO de peso supermosca.                                              |
| G                                         | 25-2   | Jeyvier Cintrón            | UD   | 12            | 2019-12-31 | Ota City General Gymnasium, Tokyo | Retiene el Título Mundial de la WBO de peso supermosca.                                              |
| G                                         | 24-2   | Aston Palicte              | TKO  | 10 (12), 1:46 | 2019-06-19 | Makuhari Messe, Chiba             | Gana el Título Mundial vacante de la WBO de peso supermosca.                                         |
| D                                         | 23-2   | Donnie Nietes              | SD   | 12            | 2018-12-31 | Wynn Palace, Cotai Arena, Macao   | Por el Título Mundial vacante de la WBO de peso supermosca.                                          |
| G                                         | 23-1   | McWilliams Arroyo          | UD   | 12            | 2018-09-08 | Edion Arena Osaka, Osaka          | Gana el Título plata del WBC de peso mosca.                                                          |
| G                                         | 22-1   | Noknoi Sitthiprasert       | UD   | 12            | 2017-04-23 | Edion Arena Osaka, Osaka          | Retiene el Título Mundial de la WBA de peso mosca.                                                   |
| G                                         | 21-1   | Yutthana Kaensa            | TKO  | 7 (12), 2:51  | 2016-12-31 | Shimazu Arena, Kyoto              | Retiene el Título Mundial de la WBA de peso mosca.                                                   |
| G                                         | 20-1   | Keyvin Lara                | KO   | 11 (12), 1:11 | 2016-07-20 | Edion Arena Osaka, Osaka          | Retiene el Título Mundial de la WBA de peso mosca.                                                   |
| G                                         | 19-1   | Juan Carlos Reveco         | TKO  | 11 (12), 1:57 | 2015-12-31 | Edion Arena Osaka, Osaka          | Retiene el Título Mundial de la WBA de peso mosca.                                                   |
| G                                         | 18-1   | Roberto Domingo Sosa       | UD   | 12            | 2015-09-27 | Edion Arena Osaka, Osaka          | Retiene el Título Mundial de la WBA de peso mosca.                                                   |
| G                                         | 17-1   | Juan Carlos Reveco         | MD   | 12            | 2015-04-22 | Bodymaker Colosseum, Osaka        | Gana el Título Mundial de la WBA de peso mosca.                                                      |
| G                                         | 16-1   | Jean Piero Perez           | KO   | 5 (10), 2:09  | 2014-12-31 | Bodymaker Colosseum, Osaka        | Pelea en peso mosca.                                                                                 |
| G                                         | 15-1   | Pablo Carrillo             | UD   | 12            | 2014-09-16 | Korakuen Hall, Tokio              | Pelea en peso mosca.                                                                                 |
| D                                         | 14-1   | Amnat Ruenroeng            | SD   | 12            | 2014-05-07 | Bodymaker Colosseum, Osaka        | Por el Título Mundial de la IBF en el peso mosca.                                                    |
| G                                         | 14-0   | Felix Alvarado             | UD   | 12            | 2013-12-31 | Bodymaker Colosseum, Osaka        | Retiene el Título Mundial de la WBA en el peso minimosca.                                            |
| G                                         | 13-0   | Kwanthai Sithmorseng       | KO   | 7 (12), 2:17  | 2013-09-11 | Bodymaker Colosseum, Osaka        | Retiene el Título Mundial de la WBA en el peso minimosca.                                            |
| G                                         | 12-0   | Wisanu Kokietgym           | KO   | 9 (12), 2:51  | 2013-05-08 | Bodymaker Colosseum, Osaka        | Retiene el Título Mundial de la WBA en el peso minimosca.                                            |
| G                                         | 11-0   | José Alfredo Rodríguez     | TKO  | 6 (12), 2:50  | 2012-12-31 | Bodymaker Colosseum, Osaka        | Gana el Título Mundial vacante de la WBA en el peso minimosca.                                       |
| G                                         | 10-0   | Akira Yaegashi             | UD   | 12            | 2012-06-20 | Bodymaker Colosseum, Osaka        | Retiene el Título Mundial del WBC y gana el de la WBA en el peso mínimo.                             |
| G                                         | 9-0    | Yodgoen Tor Chalermchai    | TKO  | 1 (12), 1:38  | 2011-12-31 | Gimnasio de la prefectura, Osaka  | Retiene el Título Mundial del WBC en el peso mínimo.                                                 |
| G                                         | 8-0    | Juan Hernández             | UD   | 12            | 2011-08-10 | Korakuen Hall, Tokio              | Retiene el Título Mundial del WBC en el peso mínimo.                                                 |
| G                                         | 7-0    | Oleydong Sithsamerchai     | RTD  | 5 (12), 1:07  | 2011-02-11 | World Memorial Hall, Kobe         | Gana el Título Mundial del WBC en el peso mínimo.                                                    |
| G                                         | 6-0    | Masayoshi Segawa           | TKO  | 10 (10), 1:57 | 2010-10-10 | Gimnasio de la prefectura, Osaka  | |
| G                                         | 5-0    | Albert Alcoy               | TKO  | 9 (10), 1:57  | 2010-07-25 | Gimnasio de la prefectura, Osaka  | |
| G                                         | 4-0    | Heri Amol                  | UD   | 10            | 2010-04-18 | Gimnasio de la prefectura, Osaka  | |
| G                                         | 3-0    | Takashi Kunishige          | UD   | 10            | 2009-12-29 | Gimnasio de la prefectura, Osaka  | |
| G                                         | 2-0    | Hiroshi Matsumoto          | TKO  | 2 (8), 2:59   | 2009-07-26 | Gimnasio de la prefectura, Osaka  | |
| G                                         | 1-0    | Thongthailek Sor Tanapinyo | TKO  | 3 (6), 0:26   | 2009-04-12 | Gimnasio de la prefectura, Osaka  | Debut profesional                                                                                    |

## Títulos
- Boxeo amateur
  - 16° Campeonato japonés selectivo de secundaria, Ganador del torneo de peso minimosca(2005)
  - 17° Campeonato japonés selectivo de secundaria, Ganador del torneo de peso minimosca (2006)
  - 59° Campeonato de boxeo inter-escolar, Ganador del torneo de peso minimosca
  - 60° Campeonato de boxeo inter-escolar, ganador del torneo de peso minimosca
  - 60° Festival Nacional de Deportes, categoría niños, ganador del torneo de peso minimosca
  - 61° Festival Nacional de Deportes, categoría niños, ganador del torneo de peso minimosca
  - 62° Festival Nacional de Deportes, categoría adultos, ganador del torneo de peso minimosca
  - 63° Festival Nacional de Deportes, categoría adultos, ganador del torneo de peso minimosca
- Boxeo profesional
  - 33° Campeón japonés de Peso minimosca
  - 13° Campeón Mundial del WBC de Peso mínimo
  - 21° Campeón Mundial de la AMB de Peso mínimo

## Premios
- 17° Campeonato japonés selectivo de secundaria, premio JOC (2006)
- 17° Campeonato japonés selectivo de secundaria, MVP (2006)
- 2005 Premio Amateur Fresh
- 2009 Premio Profesional Fresh